# 오손 바스토스

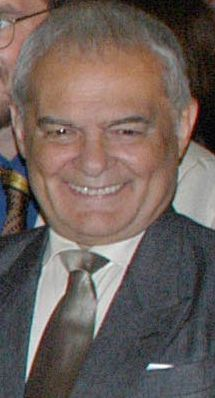

오손 바스토스(Othon Bastos, 1933년 5월 23일 ~ )는 브라질의 배우이다.

## 영화
- 엘레노 (2011년) - 칼리토 로차 역
- 킹카스의 두 번째 삶 (2010년)
- 태양의 저편 (2001년)
- 중앙역 (1998년)
- 포데이즈 인 셉템버 (1997년)
- 오 호멤 도 파우-브라실 (1982년)
- 죽음의 안토니오 (1969년)
- 검은 신, 하얀 악마 (1964년)
- 산타 바바라의 맹세 (1962년)